# WSV Traisen
Der Werkssportverein Traisen ist ein österreichischer Sport- und Fußballverein aus der Gemeinde Traisen in Niederösterreich. Die Fußballsektion spielte in den 1930er- und 1940er-Jahren zeitweise in der zweithöchsten Leistungsstufe und errang einmal den Landesmeistertitel des Bundeslandes Niederösterreichs.

## Geschichte
Die Gründung des Fußballvereins erfolgte im Jahr 1921 unter dem Namen Sportklub Traisen. Ein Großteil der Mannschaftsmitglieder hatte ihre Anstellung im Feinstahlwerk, dem damals größten Arbeitgeber des Ortes. Nachdem der Betrieb der Sportausübung seiner Angestellten positiv gegenüberstand und diese auch immer mehr unterstützte, kam es 1936 zur Umbenennung des Vereins in SK Feinstahlwerke Traisen.
In der Saison 1937/38 spielte der FSK erstmals in der damaligen Bezirksliga Niederdonau, die zu jener Zeit gemeinsam mit anderen Spielklassen die zweithöchste Spielstufe der Ostmark darstellte, konnte um den Aufstieg in die Gauliga Ostmark aber noch nicht eingreifen und belegte in der Endabrechnung nur den elften Rang. Im darauffolgenden Spieljahr reichte es für Traisen in der nunmehr Bezirksklasse Ost genannten Liga aber bereits zum fünften Platz.
Nach der 1940 erfolgten Umbenennung in BSG (Betriebssportgemeinschaft) Traisen spielte diese in der Saison 1940/41 in der Liga Niederdonau, die im Gegensatz zu den Vorjahren nicht im Meisterschafts-, sondern im Pokalsystem ausgetragen wurde und erreichte mit einem 8:0 über den SVg. Pottendorf überraschend das Meisterschaftsfinale gegen den Badener AC. Mit einem 5:0 krönte sich Traisen erstmals in der Vereinsgeschichte zum Landesmeister (damals Gaumeister) und qualifizierte sich mit diesem Erfolg für die Aufstiegsspiele zur obersten ostmärkischen (österreichischen) Spielklasse, der Bereichsklasse Donau-Alpenland. Dort traf die BSG auf die Meister der Steiermark, Wiens und Salzburgs, blieb in den Spielen gegen Sturm Graz und Post SV Wien jedoch ohne Chance. Mit einem Sieg im abschließenden Spiel gegen den SV Austria Salzburg erreichten die Traisener den dritten Platz hinter Graz und Wien. 1943 musste der Spielbetrieb aufgrund der Kriegsereignisse eingestellt werden.
Nach dem Zweiten Weltkrieg wurde der Verein 1946 als Sportverein unter dem Namen WSV Traisen wieder aktiviert. Die Fußballsektion erreichte bereits im folgenden Spieljahr den Aufstieg aus der 1. Klasse in die neu eingeführte II. Liga West. 1953 bezog der Verein seine heutige Sportanlage im Schützenhofgelände. 1967 feierte Traisen erstmals nach dem Krieg den Wiederaufstieg in die Niederösterreichische Landesliga und wechselte in den folgenden Jahren zumeist zwischen den beiden obersten Spielklassen des Bundeslandes. Heute spielt der Verein in der 2. Klasse Traisental.

## Titel und Erfolge
- 3 × Zweite Spielstufe: 1938 (Bezirksklasse Niederdonau), 1939 (Bezirksklasse Ost), 1941 Liga Niederdonau
- 1 × Niederösterreichischer Landesmeister: 1941 als BSG Traisen
- Meister 1. Klasse West: 1937
- Meister 2. Klasse Traisental: 2002, 2010

## Bekannte Spieler und Trainer
- Josef Hickersberger: Der spätere ÖFB-Teamchef verdiente sich beim WSV Traisen seine ersten Sporen als Spielertrainer
- Alfred Drabits: Er wechselte 1978 vom WSV Traisen zum Wiener Sport-Club (1978–1981), dann zur Wiener Austria (1981–1988) und beendete seine Profi-Karriere bei der Vienna (1988–1991); er hat 156 Bundesligatore in der höchsten österreichischen Spielklasse erzielt und liegt an 29. Stelle der Ewigen Bundesliga-Torschützenliste, bzw. auf Platz 5 wenn man seit 1974 – dem Gründungsjahr der derzeitigen Bundesliga – rechnet; 7-facher Teamspieler im österreichischen Nationalteam; derzeit Co-Trainer bei der „Frank Stronach Fußball Nachwuchs-Akademie Hollabrunn“
- Johann "Maxl" Geyer: Er kam 1972 von der Wiener Austria; begann seine Karriere bei Voith St. Pölten, wechselte dann zur Wiener Austria (1961–1972) und als Leihspieler der Wiener Austria für eine Saison zum GAK(1967/68); er spielte 9-mal im österreichischen Nationalteam
- Heinz Pinter: Er wechselte in der Saison 1971/72 zur Wiener Austria; ein Ablösespiel fand am 9. April 1972 statt